# Zhao Peng
Zhao Peng (en chino tradicional, 趙鵬; en chino simplificado, 赵鹏; pinyin, Zhào Péng; Bengbu, China, 20 de junio de 1983) es un exfutbolista de China que jugaba en la posición de defensa central.

## Carrera

### Club
| Periodo   | Club                       | Apariciones | Goles |
| --------- | -------------------------- | ----------- | ----- |
| 2003-2013 | Henan Jianye               | 232         | 7     |
| 2013-2014 | Guangzhou FC               | 14          | 0     |
| 2014      | → Changchun Yatai (cedido) | 0           | 0     |
| 2015      | Qingdao Jonoon             | 1           | 0     |
| 2016      | Chengdu Qbao               | 17          | 0     |
| 2017–2018 | Anhui Hefei Guiguan        | 12          | 1     |
| 2018      | Shaanxi Chang'an Athletic  | 11          | 0     |

### Selección nacional
Debutó con China el 29 de mayo de 2009 en un empate 1-1 ante Alemania en un partido amistoso. Jugó en 37 ocasiones con la selección nacional y anotó cuatro goles; ganó el Campeonato de Fútbol de Asia Oriental de 2010 y participó en la Copa Asiática 2011.

## Logros

### Club
Henan Jianye
- China League One: 2006

Guangzhou Evergrande
- Chinese Super League: 2013
- AFC Champions League: 2013

### Selección nacional
- East Asian Football Championship: 2010

### Individual
- Equipo del Año de la Chinese Super League: 2009

## Estadísticas

### Goles con selección nacional
| # | Fecha      | Sede            | Rival         | Marcador | Resultado | Torneo   |
| - | ---------- | --------------- | ------------- | -------- | --------- | -------- |
| 1 | 30-9-2009  | Hohhot, China   | Botsuana      | 3–0      | 4–1       | Amistoso |
| 2 | 8-10-2010  | Kunming, China  | Siria         | 1–0      | 2–1       | Amistoso |
| 3 | 10-8-2011  | Hefei, China    | Jamaica       | 1–0      | 1–0       | Amistoso |
| 4 | 14-11-2012 | Shanghái, China | Nueva Zelanda | 1–0      | 1–1       | Amistoso |